# 諾倫山 (圖爾高州)
47°29′32″N 9°07′19″E / 47.492198°N 9.121832°E

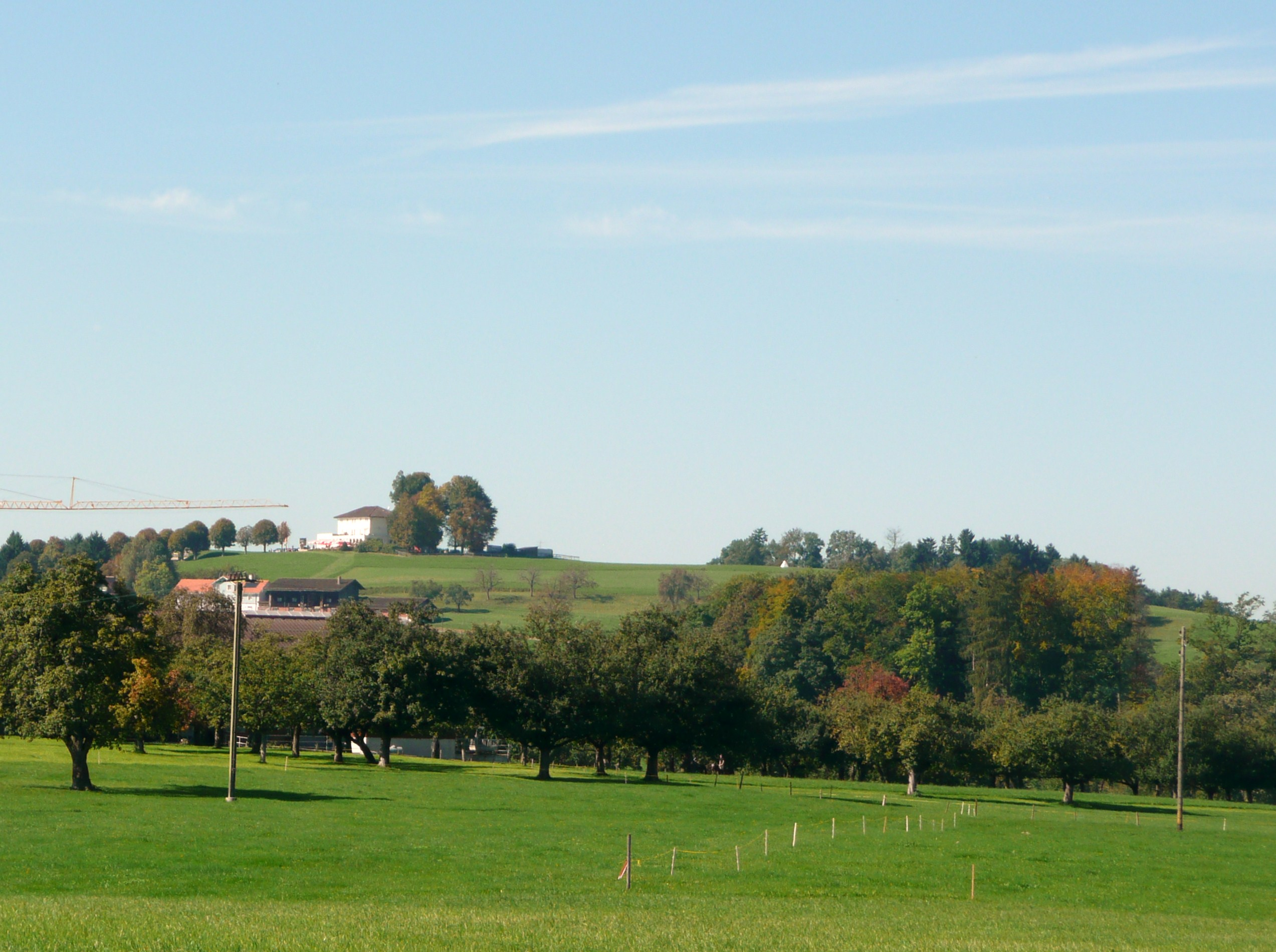

諾倫山（Nollen），是瑞士的山峰，位於該國東北部，由圖爾高州負責管轄，處於武珀瑙，俯瞰博登湖，海拔高度735米，曾經是水準點的所在地。